# Réalistes de Madrid
Les « Réalistes de Madrid » sont un groupe de sept peintres et/ou sculpteurs espagnols, résidant et travaillant à Madrid, unis par des liens amicaux et familiaux et qui ont marqué la vie artistique espagnole de la deuxième moitié du XXe siècle. Nés autour de 1930, formés à la prestigieuse Académie royale des beaux-arts Saint-Ferdinand de Madrid au début des années 1950, ils ont tous les sept opté pour la peinture figurative à une époque où était surtout reconnu l'expressionnisme abstrait.

## Artistes
- Esperanza Parada (1928-2011), peintre, épouse de Julio López Hernandez.
- Amalia Avia (1930-2011), peintre (mariée à Lucio Muñoz, peintre abstrait).
- Julio López Hernández (1930-2018), sculpteur, frère aîné de Francisco López Hernández, époux de Esperanza Parada.
- Francisco López Hernández (1932-2017), sculpteur, frère cadet de Julio López Hernández, époux d'Isabel Quintanilla.
- María Moreno (1933-2020), peintre, épouse de Antonio López.
- Antonio López (né en 1936), peintre, époux de Maria Moreno, neveu et élève du peintre Antonio López Torres (1902-1987).
- Isabel Quintanilla (1938-2017), peintre, épouse de Francisco López Hernandez.

## Historique
Les jeunes artistes, quatre femmes et trois hommes, se fréquentent et s'apprécient durant leur formation entre 1950 et 1955, mais contrairement à beaucoup de peintres européens de l'époque ils ne voyagent pas préférentiellement à Paris où triomphe l'art non figuratif. Ils se tournent vers l'Italie pour découvrir la peinture de la Renaissance et celle de l'Antiquité, notamment à Pompéi. De retour à Madrid, ils subissent également l'influence littéraire du jeune écrivain Rafael Sánchez Ferlosio, dont le roman El Jarama (en français, Les eaux du Jarama) vient d'être primé. La langue sobre et dépouillée de l'auteur et le thème réaliste du roman font écho à leurs choix stylistiques. Bien qu'il s'en défende, Antonio López est souvent considéré comme le leader des Réalistes de Madrid. Il estime d'ailleurs qu'ils n'ont jamais formé un groupe pictural constitué car ils n'en ont jamais ressenti la nécessité, bien que cela leur eût donné plus de visibilité comme le remarque Julio López Hernandez. Si dans les années 1960 ils sont peu connus au-delà des Pyrénées, ils exposent à partir des années 1970 en Europe et aux États-Unis et sont reconnus comme peintres réalistes, voire hyperréalistes selon certains critiques qui rapprochent leur peinture de celle d'Edward Hopper par exemple.  

## Œuvre
De nombreuses œuvres font partie de collections privées, ou sont conservées par leurs auteurs ou leurs familles. Les musées de Madrid (musée d'art contemporain (MAC), musée Reina Sofía, musée Thyssen-Bornemisza) possèdent des œuvres des sept Réalistes. Le musée des beaux-arts de Boston est propriétaire du fameux Lavabo y espejo (Lavabo et miroir) d'Antonio López. Antonio López, dernier vivant des Réalistes de Madrid, lauréat du prix Prince des Asturies pour les Arts, est connu du grand public pour avoir peint un tableau de la famille royale d'Espagne pendant vingt ans et sa peinture atteint des cotes élevées. De nombreuses statues de Julio López Hernández (académicien des beaux-arts espagnols) et de son frère Francisco ornent des villes et des musées. Ils ont, eux aussi, représenté le roi Juan Carlos 1° et la reine Sofía : pour cette œuvre monumentale de trois mètres de hauteur et 1200 kilos, Antonio López s'est joint à eux, ainsi que le fondeur Ismael Álvarez.

## Expositions
Quelques grandes expositions ont permis à ces artistes de rayonner dans le monde entier. En 1969 celle du Kuntskabinett de Francfort-sur-le-Main (Allemagne), Les Maîtres du Réalisme dans l'Espagne d'aujourd'hui (Magister Realismus in Spanien heute), a eu un grand retentissement et a été ultérieurement présentée dans plusieurs villes allemandes, françaises, espagnoles ainsi qu'à New-York, où Antonio Lopez s'intègre à une galerie. Tout comme, en 1976, l'exposition au Kunsthalle de Baden-Baden (Allemagne), Cinq Réalistes espagnols  (Fünf Spanische Realisten) et en 1986 à la galerie Claude Bernard de New-York. À Madrid en 1992, l'exposition Otra realidad:compañeros en Madrid (Autre réalité : camarades à Madrid) rassemble des œuvres de divers courants, abstraits ou non, issus de l'Académie des beaux-arts Saint-Ferdinand, dont les Réalistes de Madrid. Pendant cinq ans à partir de 2006 une exposition itinérante sillonne les routes d'Espagne d'une capitale de région à l'autre. En 2016, le Musée Thyssen-Bornemisza organise une grande rétrospective des sept artistes Réalistes avec quatre-vingt-dix œuvres.